# Rhode Island (pieśń)
Rhode Island – dawna piosenka stanowa amerykańskiego stanu Rhode Island. Została przyjęta 30 kwietnia 1946 roku, jej autorem oraz kompozytorem jest T. Clark Brown. Została zastąpiona w 1996 roku przez utwór "Rhode Island's It for Me".
Słowa
Here's to you, belov'd Rhode Island,

With your Hills and Ocean Shore.

We are proud to hail you Rhody

And your patriots of yore.

First to claim your independence,

Great your heritage and fame.

The smallest State in all the Union,

We will glorify your name!